# ヘンリー・エンフィールド・ロスコー

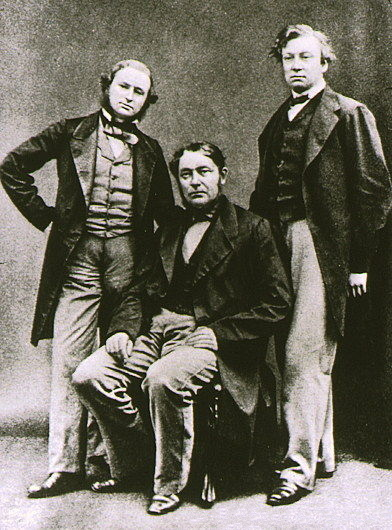
左からグスタフ・キルヒホフ、ロベルト・ブンゼン、ロスコー

サー・ヘンリー・エンフィールド・ロスコー（英:Sir Henry Enfield Roscoe、1833年1月7日 - 1915年12月18日）は、イギリス・ロンドン出身の化学者。
1867年に塩化バナジウム(II)の水素還元により金属バナジウムを初めて作ったとして名高い。また、ドイツの化学者であるロベルト・ブンゼンと共に光化学の変化の量は吸収された光エネルギーの量に比例するブンゼン-ロスコーの法則を発見した。
化学の業績のみならず多くの化学に関する本を著し、教育活動にも貢献した。

## 生涯
1833年1月7日、イギリスのロンドンに作家、弁護士だった父ヘンリー・ロスコーの元に生まれる。なお、祖父は歴史家のウィリアム・ロスコーで、いとこに経済学者、論理学者で限界効用概念の創始者として名高いウィリアム・スタンレー・ジェヴォンズが居た。
ロスコーはリヴァプールにあるen:Liverpool Institute High School for Boysに入学し、その後はユニヴァーシティ・カレッジ・ロンドンへ進学する。大学ではスコットランドの化学者でグラハムの法則で名高いトーマス・グラハムや日本にも来日経験を持つお雇い外国人であるドイツの化学者アレクサンダー・ウィリアムソンから化学を学んだ。
1852年よりドイツのハイデルベルクに趣き、ルプレヒト・カール大学ハイデルベルクにてドイツの化学者で教授を務めていた、後にロスコーの親友となるロベルト・ブンゼンと共に水素と塩素の化合物である塩化水素の研究をはじめ、光化学の変化の量は吸収された光エネルギーの量に比例するブンゼン-ロスコーの法則を発見した。
1857年から1886年までマンチェスターにあるオーエンス・カレッジ（現:マンチェスター大学）にて化学の教授を務める。
1867年に塩化バナジウム(II)の水素還元により粉末ではあるが金属バナジウムを初めて生成することに成功した。当時、バナジウム化合物の研究はスウェーデンの化学者、医者だったイェンス・ベルセリウス以外に研究されておらず、ベルセリウスは三酸化バナジウム（VO3、実際はV2O3）こそ酸化されたバナジウムの化合物としたが、ロスコーは五酸化バナジウムが最も酸化されたバナジウム化合物であると証明した。さらに、ベルセリウスが初めて単離したと主張した「金属バナジウム」は、実際には窒化バナジウム(III)であることも証明した。
1868年にはバナジウム化合物の研究の業績を讃えてen:Bakerian Lectureを受賞。また、ロスコーはバナジウム化合物のみならず、ニオブ、タングステン、ウラン、過塩素酸、アンモニアの研究も行った。
オーエンス・カレッジで教鞭を執る一方で、ロスコーは1865年に終戦を迎え南北戦争により失業したランカシャーの労働者の為に「人民のための科学講義」と言う毎冬に講演される教育活動を行った。
1877年から1892年にかけてドイツの化学者であるカール・ショルレンマーと共に『化学体系（Treatise on Chemistry）』を著す。
1885年より1895年にかけてマンチェスター南部から自由党の議員として出馬（en:Manchester South (UK Parliament constituency)）。
1896年から1902年までロンドン大学の副学長を務める。また、同年の1896年にオーエンス・カレッジでの教え子で後にノーベル化学賞を受賞するアーサー・ハーデンと共に『ドルトンの原子論の起源に関する新見解（A New View of Dalton's Atomic Theory）』を著す。
1915年12月18日、ウェストホースリーで亡くなる。2013年現在、ロスコーの業績を讃えてマンチェスター大学の建物内にあるロスコービルディングと言う施設が設けられている。

## 栄誉
1863年に王立協会フェローに選出。同協会から1865年と1868年にベーカリアン・メダルを受賞し、記念講演を行う。1873年ロイヤル・メダル受賞。1884年、ナイトの称号を得る。
1901年6月にグラスゴー大学より名誉博士号（en:Legum Doctor）を授与され、1912年にはエリオット・クレッソン・メダルを受賞した。

## 出版物
ロスコーは化学の業績以外にも化学に関する本を著し、化学教育の改善に貢献した。下記はロスコーの主な出版物である。
- Roscoe, Henry (1876). Chemistry. New York: Appleton
- Roscoe, Henry (1878). Spectrum Analysis. London: Macmillan
- Roscoe, Henry (1895). John Dalton and the Rise of Modern Chemistry. New York: Macmillan
- Roscoe, Henry (1906). The Life and Experiences of Sir Henry Enfield Roscoe. London: Macmillan